# Genista tejedensis
Genista tejedensis är en ärtväxtart som först beskrevs av Paulo Campos Porto och Gregorio Rigo, och fick sitt nu gällande namn av Carlos Vicioso Martinez. Genista tejedensis ingår i släktet ginster, och familjen ärtväxter. Inga underarter finns listade i Catalogue of Life.